# Последнее дело Холмса

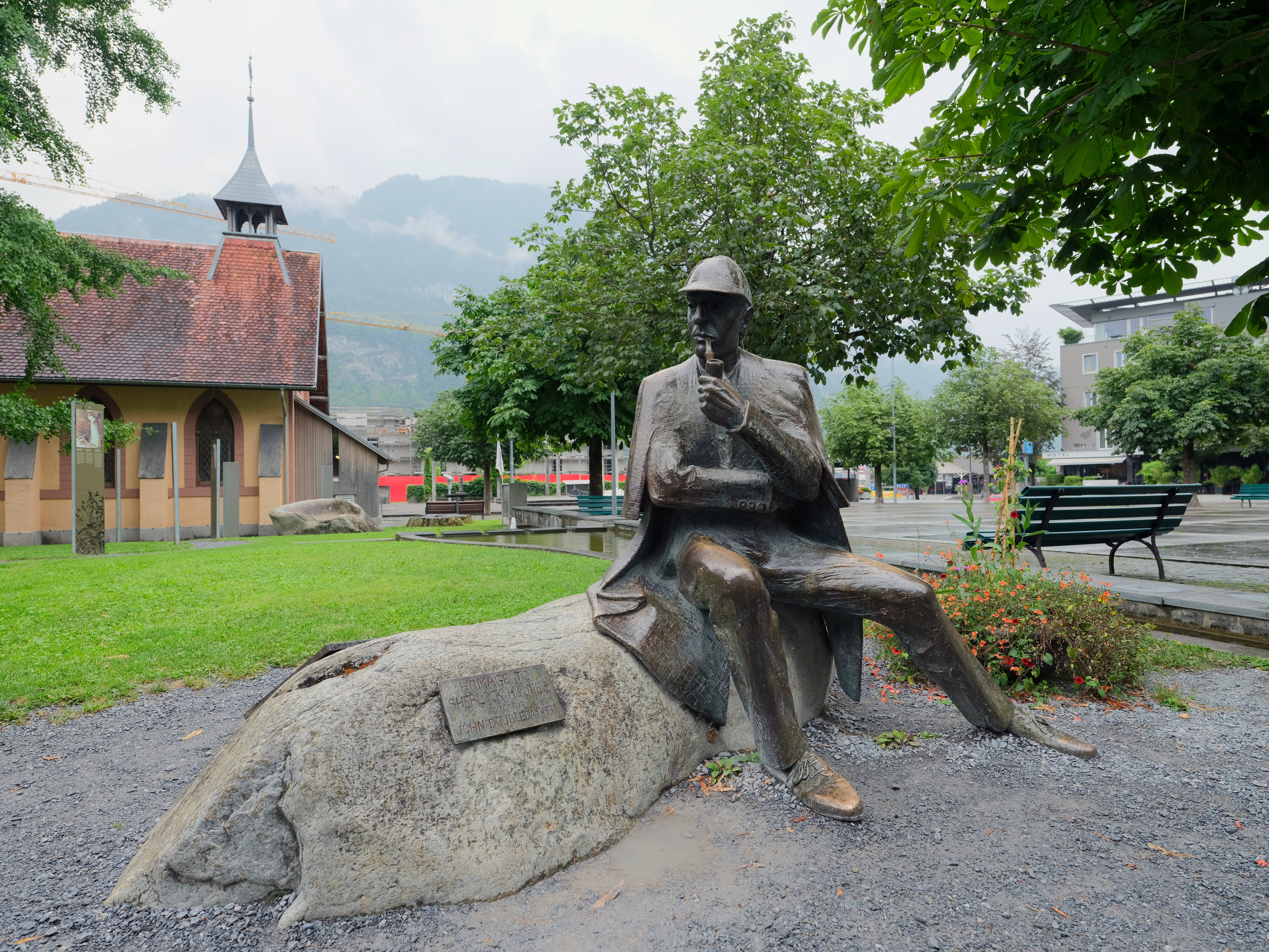
Памятник Шерлоку Холмсу на месте действия рассказа

«Последнее дело Холмса» (англ. The Adventure of the Final Problem) — один из пятидесяти шести рассказов английского писателя Артура Конана Дойля о сыщике Шерлоке Холмсе, включённый писателем в сборник рассказов «Воспоминания Шерлока Холмса». 
Сам Артур Конан Дойль назвал этот рассказ одним из двенадцати лучших рассказов о Холмсе, поставив его на четвёртое место. На русский язык переведён Д. Г. Лифшиц, И. Гуровой и др.

## История
В 1887 году Артур Конан Дойль издал первый рассказ о Шерлоке Холмсе. Для сборника рассказов «Воспоминания Шерлока Холмса», напечатанного в журнале «Стрэнд» в 1893 году, и позже изданного отдельной книгой, автор написал рассказ «Последнее дело Холмса», который должен был завершать эту серию. Александр Волков пишет, что писателю к тому времени надоел «его проницательный персонаж», а детективный жанр он считал второсортным и низким, предпочитая далее писать историческую прозу. По этой причине автор принял решение «убить» своего персонажа в этом рассказе.
Сам Дойль начал рассказ следующим образом:

С тяжелым сердцем приступаю я к последним строкам этих воспоминаний, повествующих о необыкновенных талантах моего друга Шерлока Холмса. В бессвязной и — я сам это чувствую — в совершенно неподходящей манере я пытался рассказать об удивительных приключениях, которые мне довелось пережить бок о бок с ним, начиная с того случая, который я в своих записках назвал «Этюд в багровых тонах», и вплоть до истории с «Морским договором», когда вмешательство моего друга, безусловно, предотвратило серьезные международные осложнения. Признаться, я хотел поставить здесь точку и умолчать о событии, оставившем такую пустоту в моей жизни, что даже двухлетний промежуток оказался бессильным её заполнить. Однако недавно опубликованные письма полковника Джеймса Мориарти, в которых он защищает память своего покойного брата, вынуждают меня взяться за перо, и теперь я считаю своим долгом открыть людям глаза на то, что произошло. Ведь одному мне известна вся правда, и я рад, что настало время, когда уже нет причин её скрывать.

На последней странице рассказа Шерлок Холмс погибал, упав со скалы вместе с профессором Мориарти 4 мая 1891 года. Читатели протестовали против такого завершения, и таким финалом оказалась  (согласно легенде) возмущена даже королева Великобритании Виктория. Это вынудило Дойля «воскресить» Холмса в 1903 году, и написать сборник «Возвращение Шерлока Холмса». В этом году в журнале «Стрэнд» Дойл опубликовал рассказ «Пустой дом», в котором Холмс снова оказался «жив».
Советский литературовед, кандидат филологических наук Пётр Бейсов писал в 1957 году, что Холмс ни в одном из предыдущих рассказов не интересовался социальной природой преступлений, а в этом рассказе он впервые говорит о несовершенстве устройства общества как причине преступлений, и при этом сообщает, что его больше начинает привлекать «изучение загадок, поставленных перед нами природой».

## Сюжет
Холмс, никогда не  проявлявший холодность и безразличность к другим людям в  рассказах и повестях А. Конан Дойля (в рассказах имеются многочисленные замечания доктора Уотсона, который замечает тёплое отношение Холмса к клиентам, которым он старается помочь, так и в этом рассказе он готов пожертвовать собой ради избавления мира от этого преступника  - Мориарти), в этом рассказе проявляет "иной интерес" к профессору Мориарти, названному «Наполеоном в области преступлений», считая его опасным противником. Мориарти создал влиятельную сеть преступников, мощнейшую в Европе. 
Своему неизменному спутнику и другу доктору Ватсону Холмс сказал: «Если бы мне удалось победить этого человека, если бы я мог избавить от него общество, это было бы венцом моей деятельности». Герой рассказа готов пожертвовать собой ради избавления мира от этого преступника.
Холмс, разоблачив всю сеть Мориарти и выманив его из Лондона в Швейцарию, «гибнет» в схватке с ним у Рейхенбахского водопада неподалёку от Майрингена 4 мая 1891 года.

## Русские переводы
Рассказ переводился на русский язык в 1907 и опубликован в том же году. В 1966 году выпущен перевод, сделанный Деборой Лифшиц. 
В 1983 году опубликован перевод Ирины Гавриловны Гуровой. 
В 2016 году вышел перевод Игоря Толока в рамках сборника «Записки о Шерлоке Холмсе» (этот сборник (порядок рассказов в нём) в точности повторяет аналогичный сборник по-английски, составленный Артуром Конан-Дойлем и выпущенный в 1893 году. Ранее выходившие в СССР сборники с таким же названием как правило не повторяли порядок и количество рассказов сборника, опубликованного в 1893 году по-английски и составленного самим автором — там могли быть как рассказы из этого сборника, так и из других).

## В кино
Рассказ экранизирован во второй серии советского телефильма 1980 года «Приключения Шерлока Холмса и доктора Ватсона» под названием «Смертельная схватка».
В 1985 году рассказ очень близко к тексту экранизирован студией «Granada ТV» (Великобритания) в экранизации с Джереми Бреттом в роли Шерлока Холмса.
Также рассказ экранизирован в британском сериале «Шерлок». В данной экранизации Мориарти кончает жизнь самоубийством, выстрелив себе в рот, а Шерлок «погибает», прыгая с крыши. В серии «Безобразная невеста» Шерлок с Мориарти действительно падают в водопад, но это происходит лишь в воображении. Название финального эпизода совпадает с названием рассказа, но серия не похожа на основную историю.
Сюжет с падением Холмса у Рейхенбахского водопада происходит также незадолго до концовки фильма Гая Ричи «Шерлок Холмс: Игра теней».